# Serenella/Uh! Che cielo
Serenella/Uh! Che cielo è un singolo di Wilma De Angelis pubblicato nel 1961 dalla casa discografica Philips

## Descrizione
Entrambi i brani hanno partecipato al Festival di Napoli 1961, il brano Serenella è stato cantato in doppia esecuzione con Giacomo Rondinella e si è classificato al sesto posto.
Il brano Uh! Che cielo è stato cantato in doppia esecuzione con Fausto Cigliano e non è arrivato in finale.

## Tracce
1. Serenella
2. Uh! Che cielo